# Zavelim (Posušje, BiH)
Zavelim je naseljeno mjesto u općini Posušje, Federacija Bosne i Hercegovine, BiH.

## Zemljopis
Zavelim je selo koje je se nalazi na krajnjem zapadu općine Posušje ispod istoimene planine Zavelim. Graniči sa selima Vir, Zagorje, Podbila u Posušju, Roško Polje i Vinica u Tomislavgradu te Ričice i Aržano u Hrvatskoj.

## Povijest
Današnji zaseoci su vjerojatno ustanovljeni od 16. do 18.stoljeća. Prvo prezime koje je došlo na prostor Zavelima je po predajama Malenica te su ih slijedila ostala prezimena. 
Ali prije toga su postojale ilirske naseobine (Gradine) iznad zaseoka Malenice i Tandare te predpovijesna gomila između filijalne crkve sv.Ante i zaseoka Staje.
Rimskih naseobina u Zavelimu barem koliko se danas zna nije bilo ali je ispod Zavelima prolazila rimska cesta prema Vinici (na sličnom pravcu gdje je i danas)
Današnja prezimena su dolazila s prostora Ričica te su ljudi i danas kako rodbinski ili crkveno povezani s Ričicama. Na groblju u Ričicama su se nalazili grobovi Zavelimara od prije 400 do 300 godina. Danas su ili iskopani da bi se napravio prostor za nova groblja ili zaboravljena u vremenu. Neka još stoje i još uvijek ih njihovi potomci posjećuju.

## Stanovništvo
Zavelimari su kao i mnogi otišli trbuhom za kruhom 60-ih, 70-ih i 80-ih godina te je to veliko selo koje je nekada imalo oko 1200 duša danas ima oko 100 stanovnika. 
Zaseoci Paljike, Kovači i Tavre su potpuno iseljeni te nemaju stanovnika.

### 1991.
Nacionalni sastav stanovništva 1991. godine, bio je sljedeći:
ukupno: 309
- Hrvati - 30
- ostali, neopredijeljeni i nepoznato - 16

### 2013.
Nacionalni sastav stanovništva 2013. godine, bio je sljedeći:
ukupno: 208
- Hrvati - 205
- ostali, neopredijeljeni i nepoznato - 13

## Religija
Filijalna crkva je posvećena sv. Anti te je na njegov blagdan velika proslava i veselje u Zavelimu. Crkva je sagrađena 1934. godine a prije toga se u groblju nalazila kapelica koja je srušena kada se omeđivalo groblje. Ispod crkve se nalazi groblje Maluša (Maslića dolac).